# Villmyran-Österåsen
Villmyran-Österåsen este o arie protejată (arie specială de conservare — SAC, sit de importanță comunitară — SCI) din Suedia întinsă pe o suprafață de 0,85 ha, integral pe uscat.

## Localizare
Centrul sitului Villmyran-Österåsen este situat la coordonatele 62°55′49″N 16°37′27″E / 62.9302°N 16.6243°E.

## Înființare
Situl Villmyran-Österåsen a fost declarat sit de importanță comunitară în mai 2001 pentru a proteja un număr necunoscut de specii din flora spontană și fauna sălbatică aflate în arealul zonei. Situl a fost protejat și ca arie specială de conservare în martie 2011.

## Biodiversitate
Situată în ecoregiunea boreală, aria protejată conține 1 habitat natural: Păduri fino-scandinave bogate în ierburi cu Picea abies.
La baza desemnării sitului se află un număr nedeclarat de specii protejate.